# Troy Donahue
Pour les articles homonymes, voir Donahue.
Troy Donahue est un acteur américain né à New York États-Unis, le 27 janvier 1936 et décédé le 2 septembre 2001 à Santa Monica, Californie États-Unis.

## Filmographie sélective
- 1957 : Man Afraid de Harry Keller : un reporter
- 1957 : L'Homme aux mille visages (Man of a Thousand Faces) de Joseph Pevney : l'assistant du directeur à Bullpen
- 1957 : La Cité pétrifiée The Monolith Monsters de John Sherwood : Hank Jackson
- 1958 : La Ronde de l'aube (The Tarnished Angels) de Douglas Sirk : Frank Burnham
- 1958 : Summer Love de Charles F. Haas : Sax Lewis
- 1958 : Live Fast, Die Young de Paul Henreid : Artie Sanders/Artie Smith
- 1958 : Flood Tide (en) d'Abner Biberman : un jeune sur la plage
- 1958 : Le Démon de midi (This Happy Feeling) de Blake Edwards : Tony Manza
- 1958 : Voice in the Mirror de Harry Keller : Paul Cunningham
- 1958 : Sur la piste de la mort (Wild Heritage) de Charles F. Haas : Jesse Bascomb
- 1958 : Vacances à Paris (The Perfect Furlough) de Blake Edwards : Sergent Nickles
- 1958 : Le Monstre des abîmes (Monster on the Campus) de Jack Arnold : Jimmy Flanders
- 1959 : Mirage de la vie (Imitation of Life) de Douglas Sirk : Frankie
- 1959 : Ils n'ont que vingt ans (A Summer Place) de Delmer Daves : Johnny Hunter
- 1960 : The Crowded Sky de Joseph Pevney : McVey
- 1961 : La Soif de la jeunesse (Parrish) de Delmer Daves : Parrish McLean
- 1961 : Cet enfant est mien (Susan Slade) de Delmer Daves : Hoyt Brecker
- 1962 : Amours à l'italienne (Rome Adventure) de Delmer Daves : Don Porter
- 1963 : Les dingues sont lachés (Palm Springs Weekend) de Norman Taurog : Jim Munroe
- 1964 : La Charge de la huitième brigade (A Distant Trumpet) de Raoul Walsh : Second-Lieutenant Matthew Hazard
- 1965 : My Blood Runs Cold (en) de William Conrad : Ben Gunther
- 1967 : Come Spy with Me de Marshall Stone : Pete Barker
- 1967 : Le Grand Départ vers la Lune (Rocket to the Moon) de Don Sharp : Gaylord Sullivan
- 1969 Le Virginien (TV) saison 7 épisode 25 (Fox, Hound and the widow McCloud) : Le chasseur de primes Bracken
- 1970 :The Phantom Gunslinger d'Albert Zugsmith : Bill
- 1971 : Le Messie du mal (Sweet Savior) de Bob Roberts : Moon
- 1972 : The Last Stop : le Shérif
- 1974 : Le Massacre des mers du sud (South Seas) : Steve
- 1974 : La Reine du mal (Seizure) d'Oliver Stone : Mark Frost
- 1974 : Cockfighter de Monte Hellman : Randall Mansfield
- 1974 : Le Parrain 2 (The Godfather: Part II) de Francis Ford Coppola : Merle Johnson
- 1977 : The Legend of Frank Woods : le Shérif John Baxom
- 1977 : Outrage (Ultraje) : Daniel
- 1983 : Tin Man de John G. Thomas : Lester
- 1984 : Katy the Caterpillar : Walla (Voix)
- 1984 : Grandview, U.S.A. de Randal Kleiser : Donny Vinton
- 1986 : Low Blow : John Templeton
- 1987 : Fight to Win : Rosenberg
- 1987 : Cyclone : Bob Jenkins
- 1987 : The Drifting Classroom (Hyôryu kyôshitsu) : Taggart
- 1987 : Hollywood Cop : Lieutenant Maxwell
- 1987 : Ultime combat (Deadly Prey) de David A. Prior : Don Michaelson
- 1988 : Karate Cops : le maire
- 1988 : Hard Rock Nightmare : oncle Gary
- 1989 : Hot Times at Montclair High : M. Nichols
- 1989 : The Platinum Triangle : Harold Farber
- 1989 : Deadly Spygames de Jack M. Sell : Python
- 1989 : The Chilling : Dr. Miller
- 1989 : Sounds of Silence
- 1989 : Blood Nasty : Barry Hefna
- 1989 : Assault of the Party Nerds : Sid Witherspoon
- 1989 : American Rampage : le psychiatre de la police
- 1989 : Dr. Alien de David DeCoteau : Dr. Ackerman
- 1989 : Terminal Force : Slim
- 1989 : Sounds of Silence : Larry Haughton
- 1989 : Bad Blood de Chuck Vincent : Jack Barnes
- 1990 : Sexpot : Phillip
- 1990 : Click: The Calendar Girl Killer : Alan
- 1990 : Omega Cop de Paul Kyriazi: Slim
- 1990 : Cry-Baby de John Waters : le père de Délit de faciès
- 1990 : Recherche comédiennes déshabillées (Nudity Required) : Jack
- 1991 : Shock 'Em Dead de Mark Freed : le directeur du studio d'enregistrement
- 1991 : Deadly Diamonds : Matt Plimpton
- 1992 : À chacun sa loi (en) (Double Trouble) de John Paragon : Leonard
- 1992 : The Pamela Principle : Troy
- 1993 : Showdown de Robert Radler : le capitaine de la police
- 1998 : Merchants of Venus: l'agent du FBI
- 2000 : The Boys Behind the Desk